# Шезо-Нореа
Шезо-Нореа (фр. Cheseaux-Noréaz) — громада  в Швейцарії в кантоні Во, округ Юра-Нор-Водуа.

## Географія
Громада розташована на відстані близько 65 км на захід від Берна, 29 км на північ від Лозанни.
Шезо-Нореа має площу 5,9 км², з яких на 10,6% дозволяється будівництво (житлове та будівництво доріг), 26,6% використовуються в сільськогосподарських цілях, 53,5% зайнято лісами, 9,3% не є продуктивними (річки, льодовики або гори).

## Демографія
2019 року в громаді мешкало 725 осіб (+15,3% порівняно з 2010 роком), іноземців було 13,4%. Густота населення становила 123 осіб/км².
За віковим діапазоном населення розподілялося таким чином: 24,8% — особи молодші 20 років, 55,7% — особи у віці 20—64 років, 19,4% — особи у віці 65 років та старші. Було 266 помешкань (у середньому 2,7 особи в помешканні).
Із загальної кількості 268 працюючих 27 було зайнятих в первинному секторі, 0 — в обробній промисловості, 241 — в галузі послуг.